# Zivildienst
Le service civil autrichien ou Zivildienst est une alternative au service miliaire en Autriche. Officiellement appelé Zivildienstleistender (ZDL), il est souvent surnommé Zivi or Zivildiener.

## Fonctionnement
Depuis 1975, les hommes appelés qui refusent le service militaire pour des raisons de conscience peuvent servir dans le service civil. Il consiste généralement en un travail auprès de services sociaux tels que des organismes de secours, des pompiers, des hôpitaux, des ateliers et des maisons pour personnes handicapées, des maisons de retraite, des installations pour les réfugiés, des jardins d'enfants ou des monuments commémoratifs nationaux.
Ce service dure généralement neuf mois.
Sur l'ensemble des citoyens masculins appelés par l'armée autrichienne, un tiers environ choisissent cette option (13.510 en 2011)